# Carl Prekopp
Carl James Prekopp (* 25. Mai 1979 in Sheffield, England) ist ein britischer Schauspieler und Hörspielsprecher.

## Werdegang
Prekopp  war als Sprecher für die Hörspielproduktionen der Radiosender BBC Radio 3 und BBC Radio 4 tätig, häufig unter der Regie von Ned Chaillet und Toby Swift. Für die Radio-Adaptionen der Scheibenwelt-Romane von Terry Pratchett sprach er die titelgebende Figur in Mort, Brutha in Small Gods, sowie den jungen Sam Vimes in Night Watch. In Jeremy Mortimers Radio-Inszenierung von Charles Dickens David Copperfield war Prekopp 2005 als Traddles zu hören. 2012 sprach er das Geistwesen Ariel in Mortimers Adaption von William Shakespeares The Tempest. Des Weiteren führte Carl Prekopp Regie für die Hörspielproduktion Taken von Suzanne Heathcote. Für sein Werk als Sprecher erhielt er 2001 den Carleton Hobbs Bursary Award der British Broadcasting Corporation.
Außerdem trat er in Theaterproduktionen auf. Für Riverside Studios stand er als Richard III. auf der Bühne. Prekopp spielte weiterhin die Rolle des Lawrence im Theaterstück Calendar Girls des bekannten Dramatikers und Drehbuchautors Tim Firth. Für die Royal Shakespeare Company spielte Prekopp von 2015 bis 2016 William III of England und Daniel Defoe im Stück Queen Anne von Helen Edmundson.
Er hatte weiterhin Gastrollen in mehreren britischen Krimiserien, unter anderem in Law & Order: UK, Inspector Lewis und Hard Sun. Daneben trat er auch in  Kurzfilmen auf. Er spielte die Hauptrollen in Monday Morning, Lover’s Lane, Frozen Songs und Two People, One Ring. 2012 hatte er einen Auftritt im Short The Actress mit Sadie Frost in der Hauptrolle. Außerdem war er 2016 in einer Nebenrolle im Kurzfilm Home mit Jack O’Connell und Holliday Grainger zu sehen.
2014 sprach er Lyman Lannister im Videospiel Game of Thrones, das auf George R. R. Martins Buch Das Lied von Eis und Feuer und der gleichnamigen HBO-Fernsehserie Game of Thrones basiert. Daneben war er unter anderem auch in den Videospielen Risen 3: Titan Lords, Horizon Zero Dawn und The Pillars of the Earth zu hören.
Seit 2015 spricht er die Rolle des Bill Connolly in der englischsprachigen Hörspielserie John Sinclair - Demon Hunter, die auf der deutschen Heftromanreihe Geisterjäger John Sinclair von Jason Dark basiert.
Prekopp ist außerdem Sänger und Songwriter der Band The Fircones.

## Hörspiele (Auswahl)
- 2002: Meet Mr. Mulliner: The Smile that Wins – Regie: Ned Chaillet (BBC Radio 4)
- 2002: Meet Mr. Mulliner: Mulliner's Buck-U-Uppo – Regie: Ned Chaillet (BBC Radio 4)
- 2002: Madame Maigret's Own Case – Regie: Ned Chaillet (BBC Radio 4)
- 2004: Mort (als Mort) – Regie: Claire Grove (BBC Radio 4)
- 2005: Stone Baby (als Stone Baby) – Regie: Toby Swift (BBC Radio 3)
- 2005: David Copperfield (als Traddles) – Regie: Jeremy Mortimer (BBC Radio 4)
- 2007: Hooligan Nights (als Harry) – Regie: Toby Swift (BBC Radio 3)
- 2007: A Warning to the Furious – Regie: Fiona McAlpine (BBC Radio 4)
- 2008: One Chord Wonders: This is the Modern World – Regie: Toby Swift (BBC Radio 4)
- 2011: Life After Life – Regie: Toby Swift (BBC World Service)
- 2012: The Tempest (als Ariel) – Regie: Jeremy Mortimer (BBC Radio 3)
- 2012: Modesty Blaise - A Taste for Death (als Willie Garvin) – Regie: Kate McAll (BBC Radio 4)
- seit 2015: John Sinclair - Demon Hunter (als Bill Connolly) – Regie: Douglas Welbat (Lübbe Audio)

## Filmografie (Auswahl)
| - 2002: The Life Class - 2002: Good Thing - 2005: Monday Morning (Kurzfilm) - 2007: I Want Candy - 2008: Lover’s Lane (Kurzfilm) - 2008: HolbyBlue (Fernsehserie, Episode 2x10) - 2008: The Bill (Fernsehserie, Episode 24x49) - 2011: Law & Order: UK (Fernsehserie, Episode 6x04) - 2012: The Actress (Kurzfilm) - 2013: Lewis – Der Oxford Krimi (Fernsehserie, 2 Episoden) - 2014: Frozen Songs (Kurzfilm) - 2015: Doctors (Fernsehserie, Episode 17x120) - 2017: No Offence (Fernsehserie, Episode 2x01) - 2017: Call the Midwife – Ruf des Lebens (Fernsehserie, Episode 6x05) - 2017: Work (Kurzfilm) - 2018: Hard Sun (Fernsehserie, Episode 1x06) - 2019: Two People, One Ring (Kurzfilm) - 2019: Saint Maud - 2004: Destruction Derby Arenas - 2014: Risen 3: Titan Lords - 2014: Game of Thrones - 2016: Die Zwerge (The Dwarves) - 2017: Horizon Zero Dawn - 2017: Die Säulen der Erde (Ken Follett's The Pillars of the Earth) |